# النمر (مسلسل)
النمر هو مسلسل تلفزيوني مصري إثارة تشويق عُرض في شهر رمضان عام 1442 هـ (12 أبريل 2021)، من بطولة محمد إمام، هنا الزاهد، نرمين الفقي، محمد رياض، بيومي فؤاد، من تأليف محمد صلاح العزب، ومن إخراج شيرين عادل.

## قصة المسلسل
تدور أحداث المسلسل حول شاب صعيدي شجاع يلقب بالنمر (محمد إمام)، يتخفى إبان هربه من مجموعة تجار اسلحة تريد قتله على يد بعض من رجال الصاغة فتسعفه فتاة بعد صدمه بالسيارة حيث يفقد ذاكرته نتيجة الحادثة لتبدأ أحداث المسلسل في اطار من دراما الغموض والتشويق.

## الممثلين
- محمد إمام: بدور شخصية (كرم/نوح/رجب/سليمان/عبد الله/النمر)
- هنا الزاهد: بدور شخصية (ملك)
- نرمين الفقي: بدور شخصية (شمس الحلق)
- محمد رياض: بدور شخصية (الشيمى)
- بيومي فؤاد: بدور شخصية (عنتر الحلق)
- علاء مرسي
- محمود حافظ: بدور شخصية (سكلانس)
- خالد أنور: بدور شخصية (حسن)
- ولاء الشريف: بدور شخصية (فريدة)
- محمد مهران: بدور شخصية (علي)
- أحمد عبد الله محمود بدور شخصية (عامر العقاد)
- مؤمن نور: بدور شخصية (خالد)
- إيناس كامل: بدور شخصية (سالي)
- حنان سليمان
- حمدي هيكل: بدور شخصية (درويش الهوارى)
- سامية الطرابلسي: بدور شخصية (عبير)
- أحمد حلاوة: بدور شخصية (الحاوي)
- حجاج عبد العظيم: بدور شخصية (نصر)
- محمد محمود: بدور شخصية (الحمبولي)
- ياسر فرج (ضيف شرف)
- زينب وهبي
- أمجد عابد
- سوسن بدر بدور شخصية (والدة النمر)